# قانون سري
القانون السري هو تشريع، أومرسوم، أوسياسة، أو توجيه يظل، لسببٍ أو لآخر، سرًا بالنسبة للأشخاص الذين ينطبق عليهم هذا القانون. ويستخدم هذا المصطلح للإشارة إلى تدابير مكافحة الإرهاب التي اتخذتها إدارة بوش في الولايات المتحدة بعد هجمات 11 سبتمبر 2001 الإرهابية.  ولقد كان يشار إلى باتريوت آكت باعتباره يتضمن بعض التفسيرات السرية.